# 別府あゆみ
別府 あゆみ（べっぷ あゆみ、1983年6月14日 - ）は、日本の女優。大阪府出身。

## 略歴
19歳の時にスカウトを受け、芸能界に入る。その後も当時はカウンセラーを志して短大に通っていたが、芝居のオーディションで刺激を受け、役者の道を志す。関西ローカル番組『おはようコールABC』にてリポーターとしての活躍を経て2004年に上京し、MC企画に入所。
複数のドラマ出演を経て、2005年『魔法戦隊マジレンジャー』にマジピンク/小津芳香役で出演。
2007年8月から、CS・ファミリー劇場が制作・放送している『ファ見る!』のMCとして出演。
2012年、『海賊戦隊ゴーカイジャー』最終話のエピローグにて、約6年ぶりに小津芳香としてスーパー戦隊シリーズに出演。同年、一般人男性と結婚。
2015年8月末よりフランスに移住。2016年、女児を出産。その後帰国し、福岡県に在住。吉本興業福岡事務所に所属し、九州新喜劇にも出演している。

## 人物
趣味は映画鑑賞、読書。特技は料理、テニス。
高校時代にガールズバンドを組んでいてボーカルを担当していた。洋楽のハロウィンやエアロスミスなどのカバーを演奏していた。
大阪のリポーター時代、東京ドームでプロ野球取材中に白石美帆と間違われて『FRIDAY』に撮影され、番組の企画でグラビア掲載を講談社に要求しに行ったことが東京進出の契機となった。
リポーター時代は「周囲に認めてもらいたい」という真面目な気持ちが強かったが、『マジレンジャー』で自由でポジティブなキャラクターの芳香を演じたことで吹っ切れ、肩肘をはらず「ありのままの自分を大切にしよう」と考え方が変わっていったと語っている。

## 出演

### テレビドラマ
- スーパー戦隊シリーズ
  - 魔法戦隊マジレンジャー（2005年2月13日 - 2006年2月12日、テレビ朝日）- 小津芳香 / マジピンク 役
  - 海賊戦隊ゴーカイジャー 最終話（2012年2月19日、テレビ朝日） - 小津芳香 役
- 11通の…出せなかったラブレター 第7通 コンプレックス（2005年2月19日、ABC） - 望月麻子 役
- キッチン・ウォーズ（2006年2月25日、フジテレビ）
- ビネツ～美肌の誘惑 現代エステ大奥物語（2006年11月21日、日本テレビ） - 山崎園子 役
- 連続テレビ小説 どんど晴れ（2007年4月2日 - 9月29日、NHK総合） - 高林久美子 役
  - どんど晴れ 総集編（2007年12月29日・30日、NHK） - 高林久美子 役
- 北アルプス山岳救助隊・紫門一鬼10（2008年3月12日、テレビ東京） - 山村早苗 役
- 水戸黄門第38部・第12話「縁は切られぬ偽親子・岐阜」（2008年3月24日、TBS） - お加代 役
- あゆみの事件簿～放送決定!「レジーナの森」湯けむり殺人ミステリー～（2008年8月10日、ファミリー劇場） - 主演・別府あゆみ  役
- キイナ〜不可能犯罪捜査官〜 第5話（2009年2月18日、日本テレビ） - 看護師 役
- ショコラ～愛される女・嫌われる女グランプリ・「男前な略奪愛」（2009年4月1日、日本テレビ） - 杉原麻衣 役
- スマイル 第3話・第6話（2009年5月1日・22日、TBS）
- 7万人探偵ニトベ 第4話（2009年5月15日、BS朝日）
- ROMES 空港防御システム（2009年10月15日 - 12月10日、NHK） - 前原あかね 役
- 宿命 1969-2010 -ワンス・アポン・ア・タイム・イン・東京- 第1話・第4話・第6話（2010年1月15日・2月5日・26日、テレビ朝日） - 原口由加里 役
- 絶対泣かないと決めた日〜緊急スペシャル〜（2010年7月2日、フジテレビ）
- GM〜踊れドクター 第1話（2010年7月18日、TBS） - 客室乗務員 役
- 黒い十人の秋山（2017年12月26日、テレビ東京スペシャルドラマ） - 藤田香織 役
- 新・ミナミの帝王 第19作「失われた絆」（2020年1月18日、関西テレビ） - 浮田夏未 役
- 異世界居酒屋「のぶ」（2020年6月13日、WOWOW） - エレオノーラの母 役
- ドゲンジャーズ～ハイスクール～（2022年4月10日 - 6月26日、KBC九州朝日放送、他） - 山田見子 役

### バラエティ
- おはようコールABC（2003年 - 2005年、ABC）
- スーパーヒーローMAXナビ 2006（2006年、東映チャンネル / テレ朝チャンネル / ファミリー劇場）
- ファ見る!（2007年 - 2010年 、ファミリー劇場）

### 映画
- 魔法戦隊マジレンジャー THE MOVIE インフェルシアの花嫁（2005年、東映） - 小津芳香 / マジピンク 役
- 秋深き（2008年11月8日、BITTERS END） - 見合い相手の女 役
- 369のメトシエラ～奇跡の扉～（2011年1月29日、Jungle Walk） - 江本由美子 役
- 八日目の蝉（2011年4月29日、松竹） - バニ 役
- るろうに剣心 京都大火編 / 伝説の最期編（2014年8月1日・9月13日、ワーナー・ブラザース映画） - 近江女 役

### オリジナルビデオ
- 魔法戦隊マジレンジャーVSデカレンジャー（2006年、東映） - 小津芳香 / マジピンク 役
- 超忍者隊イナズマ!（2006年、東映） - 女宇宙刑事ベッピー 役
- 超忍者隊イナズマ!!SPARK（2007年、東映） - ハヤブサ / 北別府あゆみ子 役

### Webドラマ
- ヒーローママ☆リーグ（2018年、東映特撮ファンクラブ） - 主演・小津芳香（旧姓） / マジピンク 役

### 舞台
- 水戸黄門（2007年6月 - 7月、明治座） - お幸 役
- 心霊探偵八雲 いつわりの樹（2008年3月6日 - 13日、制作：オフィス・REN、於：青山円形劇場） - 箕輪優子 / 小阪由香里 役
- 戦国BASARAシリーズ
  - 戦国BASARA2（2012年5月11日 - 15日 ル・テアトル銀座（東京） / 5月19日・20日 イオン化粧品シアターBRAVA!（大阪） / 6月2日・3日 中日劇場） - まつ 役
  - 戦国BASARA武将祭2013（2013年7月13日 - 14日、有明コロシアム）
  - 戦国BASARA3咎狂わし絆（2014年4月25日 - 5月6日、EX THEATER ROPPONGI / 5月10日 - 11日、中日劇場 / 5月15日 - 18日、イオン化粧品シアターBRAVA!）
- 母に捧げるバラード 夫婦の道（博多座） - スミレ 役
- 特別法第001条 DUST（デジタルハリウッド・エンタテインメントプロデュース、山田悠介・著 / 文芸社刊、2009年、新国立劇場小劇場）
- 演劇ユニット狼少年「DREAM OF PASSION」（2015年5月2日 - 10日、下北沢小劇場B1 / 7月3日・4日、せんだい演劇工房10-BOX（宮城））
- 演劇ユニット狼少年「SUKIYAKI」（2017年3月23日 - 26日、下北沢小劇場B1 / 4月5日・8日、せんだい演劇工房10-BOX（宮城））

### ラジオ
- 年忘れ青春アドベンチャースペシャル 干支シリーズ イノシシ ボンバイエ!（2006年12月29日、NHK-FM） - イノシシ 役
- ゴチャ・まぜっ!金スペ（2008年4月11日 - 10月3日、MBSラジオ）
- Toi toi toi（木曜担当。2021年9月30日 - 、RKBラジオ）

### ラジオドラマ
- 空想労働シリーズ サラリーマン（2023年8月22日 - 10月10日、RKBラジオ） - ヒロイン隊員 役[8] *アドバイザーとしてもクレジットされている。
  - 帰りたいサラリーマン（2024年8月24日 - 10月12日、RKBラジオ） - ヒロイン隊員 役[9] *アドバイザーとしてもクレジットされている。

### テレビアニメ
- スケアクロウマン（2008年） - ホーンヘッド 役
- 北斗の拳 ラオウ外伝 天の覇王（2008年） - イザベラ 役

### その他
- CR新暴れん坊将軍 吉宗危機一髪！（2009年、パチスロ） - あざみ 役